# Weekschildpadden
Weekschildpadden, echte weekschildpadden of drieklauwen (Trionychidae) zijn een familie van schildpadden. Ze onderscheiden zich van andere families door het ontbreken van hoornige beenplaten op het rugschild (carapax) waardoor het schild aan de bovenzijde erg zacht en flexibel is. Het ontbreken van beenplaten heeft als voordeel dat het schild lichter is en het huidoppervlak gestroomlijnder. Dit vergemakkelijkt het zwemmen, alle weekschildpadden zijn sterk aan water gebonden en komen er zelden uit.

## Verspreiding en habitat
Weekschildpadden komen voor in grote delen van Azië, Afrika en zuidelijk en centraal Noord-Amerika. De verschillende geslachten hebben vaak een eigen verspreidingsgebied, zo komen de soorten uit het geslacht Apalone uitsluitend in Noord-Amerika voor terwijl de soorten uit het geslacht Nilssonia in zuidelijk Azië leven.
De habitat bestaat altijd uit zoet oppervlaktewater, weekschildpadden komen alleen aan land om de eieren af te zetten. De wateren waar de schildpadden leven moeten een zanderige oever hebben om het nest in te graven.

## Uiterlijke kenmerken

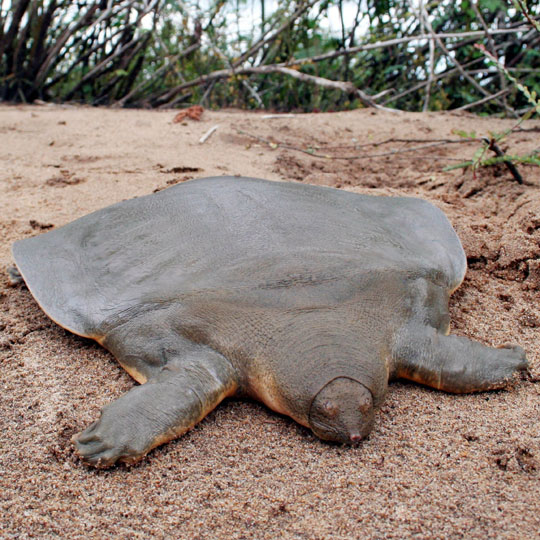
Cantors reuzenweekschildpad (Pelochelys cantorii) is een van de grootste schildpadden ter wereld.

De kop is bij alle soorten spits en vaak is een sterk verlengde snuitpunt aanwezig. Deze is voorzien van grote neusgaten die dienen om voedsel op te sporen. De ogen zijn relatief klein, veel soorten hebben een ronde pupil.
Weekschildpadden zijn altijd heel plat, ze hebben net als andere schildpadden een stevig rugschild maar deze is relatief onderontwikkeld en is onder een dikke laag huid gelegen. Het inwendige rugschild is gevormd uit de samengesmolten ribben en bestaat dus uit bot. De meeste andere schildpadden hebben daarnaast een uitwendig pantser bestaande uit hoornplaten, maar deze ontbreken bij de weekschildpadden. Alleen restanten van de marginaalschilden aan de rand van het schild zijn soms nog te zien. Aan het lederachtige schild dat afwijkt van dat van andere schildpadden is de Nederlandstalige naam aan te danken. De huid is stug en heeft een lederige opperhuid, de huid van het schild doet enigszins rubberachtig aan. Bij sommige soorten, vooral de juveniele exemplaren, is de huid voorzien van kleine stekeltjes.
Weekschildpadden worden vrij groot, sommige soorten behoren tot de grootste moderne reptielen. Een van de kleinere soorten is de Chinese drieklauw (Pelodiscus sinensis) die een schildlengte van ongeveer 25 centimeter bereikt. De grootste soort is Cantors reuzenweekschildpad (Pelochelys cantorii), waarvan het schild alleen al meer dan twee meter lang kan worden.
De poten dragen altijd duidelijke vliezen tussen de tenen wat het pootoppervlak sterk vergroot. Ook dit is een aanpassing op de aquatische levenswijze.

## Levenswijze
Door het gestroomlijnde en relatief lage lichaamsgewicht kunnen weekschildpadden zeer goed zwemmen. Weekschildpadden zijn zo sterk aan het onderwaterleven gebonden dat ze enkele lichaamsaanpassingen hebben die uniek zijn voor de schildpadden. Van enkele soorten is aangetoond dat ze onder water kunnen ademen door met de huid zuurstof op te nemen uit het omringende water.
Weekschildpadden eten meestal zowel plantaardig als dierlijk materiaal, en zijn dus omnivoor ofwel alleseters. Op het menu staan plantendelen, wormen, kleine kreeftachtigen, vissen en insecten en hun larven. Weekschildpadden worden op hun beurt gegeten door grote roofvissen en in het water levende reptielen zoals krokodilachtigen. Veel soorten staan bekend als levendig en ook zeer bijterig. Van grotere soorten is bekend dat ze bij de mens ernstige verwondingen kunnen veroorzaken.
Weekschildpadden zijn eierleggend en de eieren worden altijd begraven in een nest op het land. Het nest wordt vaak op enige afstand van de waterlijn gegraven, zodat de eieren niet verdrinken bij hoog water. Sommige weekschildpadden maken het nest dicht bij het nest van krokodilachtigen. Dit is een hachelijke operatie omdat de vrouwelijke krokodil haar nest fel beschermt. Als de schildpad erin slaagt het nest in de buurt van een krokodillennest te maken, dan worden de eieren indirect door de krokodil beschermd.

## Naamgeving en taxonomie

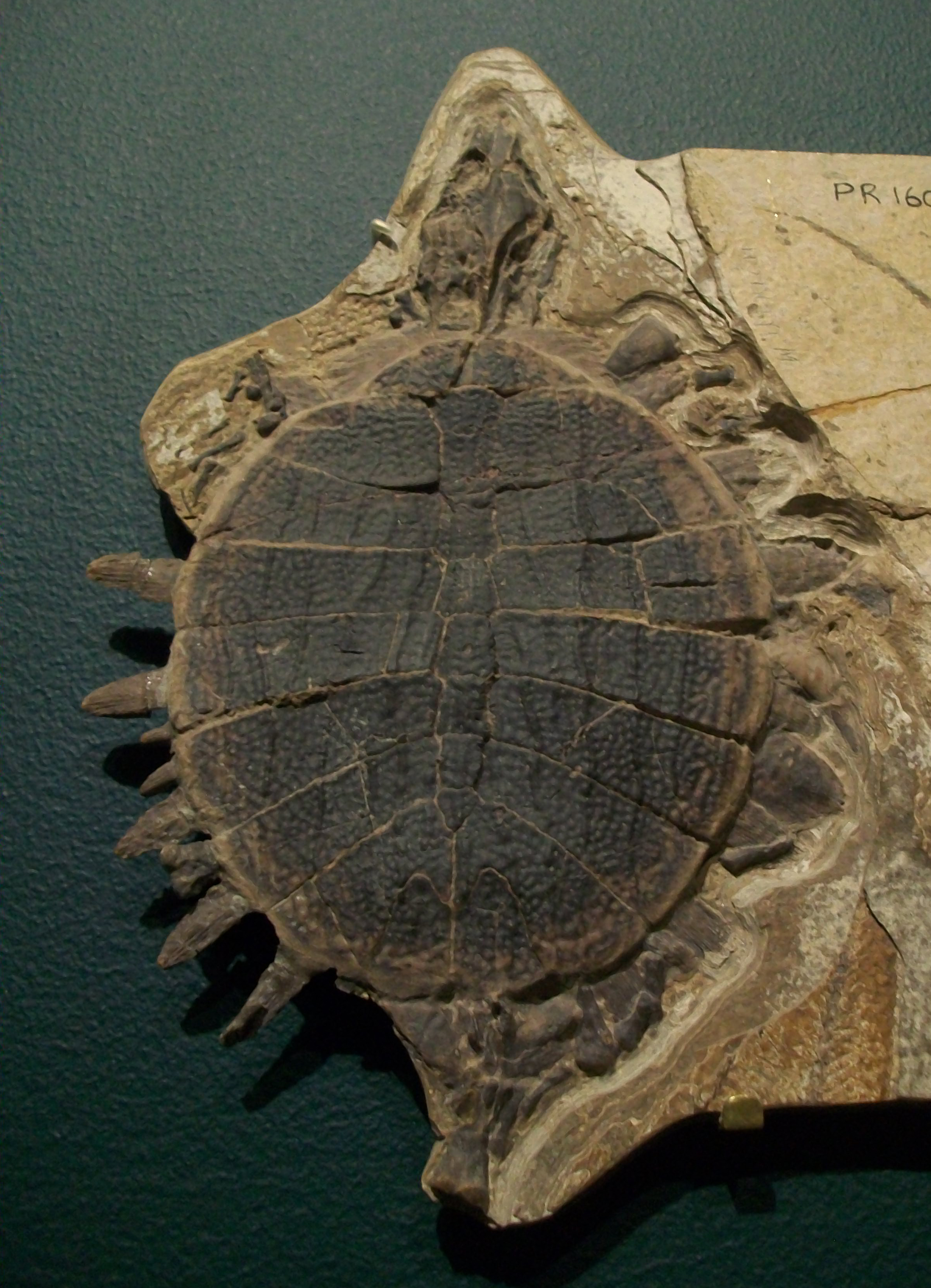
Plastomenus is een uitgestorven soort die alleen fossiel bekend is.

De weekschildpadden danken hun Nederlandstalige naam aan het ontbreken van hoornplaten op het schild. Ook de naamgeving van de schildpadden in andere talen verwijst hiernaar, zoals het Engelse 'soft-shell turtle' en het Duitse 'Weichschildkröten'.
De wetenschappelijke naam Trionychidae verwijst naar de poten van de weekschildpadden. Trionychidae is afgeleid van het bekendste geslacht van weekschildpadden; Trionyx.
Er zijn 36 verschillende soorten die verdeeld worden in dertien geslachten. Drie geslachten zijn monotypisch en worden vertegenwoordigd door slechts een enkele soort. Onderstaand is een lijst weergegeven van de verschillende geslachten van weekschildpadden.
Familie Trionychidae
- Amyda
- Apalone
- Chitra
- Cyclanorbis
- Cycloderma
- Dogania
- Lissemys
- Nilssonia
- Palea
- Pelochelys
- Pelodiscus
- Rafetus
- Trionyx